# Cantone di Saint-Pierreville
Il Cantone di Saint-Pierreville era un cantone della Francia dell'arrondissement di Privas.
A seguito della riforma approvata con decreto del 13 febbraio 2014, che ha avuto attuazione dopo le elezioni dipartimentali del 2015, è stato soppresso.

## Composizione
Comprendeva i comuni di:
- Albon
- Beauvène
- Gluiras
- Issamoulenc
- Marcols-les-Eaux
- Saint-Étienne-de-Serre
- Saint-Julien-du-Gua
- Saint-Pierreville
- Saint-Sauveur-de-Montagut